# Mingle
MingleおよびMingle Plusとはプロジェクトマネジメントと協働作業のプラットフォームでThoughtWorksのソフトウェア部門であるThoughtWorks Studiosによるプロプライエタリソフトウェアである。
2007年のJavaOneにてJRubyで動く初の商用アプリケーションとして発表された。ThoughtWorks Studiosがリリースしているmingle and mingle plus、Go for Agile release management、Twist for Agile testingで構成されるAdaptive ALMソリューションの一部である。
2012年8月時点でMingle Plusもリリースされている。

## 終了
2019年7月　サポート終了。

## 機能
MingleとMingle Plusは集団がプロジェクトの記録とマネジメントのシステムに関する情報を共有する方法を提供しておりさらにAgile Story Wallをシミュレートしているカード貼り出し壁にドラッグ・アンド・ドロップされたプロジェクト内タスクの状態と進捗状況を表示したり、プロジェクト協働作業のためのウィキを備えていたり、Murmursと呼ばれる機能でプロジェクトのタスクにインスタントメッセージを関連付けることが出来る。そして、作業の残り時間を示すバーンダウンチャートや予想進捗に対する実際の進捗状況を示すベロシティチャート、1つ以上の属性によるグルーピングデータを示すピボットテーブルを生成することも出来る。
Mingle Plusではさらに、組織の計画と目標を伝えるための視覚的で双方向なタイムラインを作成したり、共通する目標のための作業を計画するために連携したり、目標やプロジェクトの現況を知るために目標に対する進捗状況を追跡したり、プロジェクト作業に基づいて完了日を予測したり、状況の変化に応じる形で再計画して適応させたり、目標が予定より遅れそうになった時に警告を発したり、プロジェクトや作業項目が危機に晒されていることを理解したり、問題解決のために協力することもできる。
MingleとMingle PlusはXP、Scrum、Agile Hybridといった数種類のアジャイルに対応することを意図しており、主なプロジェクトマネジメントツールを通してバグ管理システムやプロジェクト報告、プログラムマネジメント機能を提供する。